# Powerhouse (composition)
Pour les articles homonymes, voir Powerhouse.
Powerhouse est une composition instrumentale créée en 1937 par Raymond Scott pour une émission de swing à la radio CBS. Le thème se divise en deux mouvements dont le plus lent, au rythme syncopé, est resté célèbre pour ses nombreuses utilisations dans les cartoons. Ainsi dès 1943, aux studios Warner Bros., le compositeur Carl Stalling l'inclut dans près d'une quarantaine de cartoons des Looney Tunes. Devenu un classique de l'animation, le thème est généralement associé à un univers robotique avec des actions répétitives, en particulier les chaînes de montage industrielles.
De nombreuses séries d'animation récentes ont fait usage de thème musical souvent en référence aux dessins animés des années 1950. On peut l'entendre  notamment dans Ren et Stimpy, Les Animaniacs et Les Simpson. 